# قراصنة الأجساد
قراصنة الأجساد (بالإنجليزية: Biohackers) هو مسلسل تلفزيوني ألماني يتم إنتاجه نيابة عن نتفليكس ويتم تسويقه على أنه من مسلسلات نتفليكس الأصلية. تم عرضه العرض لأول مرة في 20 أغسطس 2020.

## القصة
ميا أكيرلوند طالبة تدرس الطب في جامعة فرايبورغ, حيث تلتقي بجاسبر, طالب الأحياء الموهوب, ونيكلاس, زميله الغريب نوعًا ما في السكن. إنها مهتمة جدًا بتكنولوجيا التحرير جيني وتشارك في عالم التجارب الجينية غير القانونية. تحاول ميا أيضًا التحقيق في سبب وفاة شقيقها. عندما تعلم ميا بنتائج أبحاث الاختراق البيولوجي التي وصلت إلى الأيدي الخطأ, يتعين على ميا أن تقرر ما إذا كانت ستحمي صديقاتها أو تنتقم لموت شقيقها.

## الإنتاج
بالإضافة إلى الموقع الأصلي في جامعة فرايبورغ, تم تصوير غالبية الموسم الأول في استوديوهات في ميونيخ. بدأ التصوير الرئيسي في مايو 2019 وانتهى في سبتمبر 2019.
تم تمويل الإنتاج جزئيًا بمبلغ لا يقل عن 400 ألف يورو من الصندوق الألماني للصور المتحركة وشركة الترويج الإعلامي البافاري FilmFernsehFonds Bayern ، والتي مولت أيضًا جزئيًا سلسلة نتفليكس ظلام (مسلسل).

## النشر
كان من المقرر أصلاً إصدار حلقات الموسم الأول الست في 30 أبريل 2020. ومع ذلك ، قررت Netflix تأجيل الإطلاق نظرًا لتركيز الجمهور على انتشار فيروس كورونا, حيث يمكن إساءة فهم بعض المشاهد من العرض على أنها إشارات إلى وباء. تم اختيار 20 أغسطس 2020 كتاريخ الإصدار الجديد.